# اینترنت اکسپلورر ۳

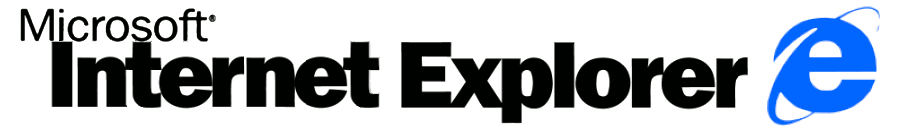
نشان اینترنت اکسپلورر

مایکروسافت اینترنت اکسپلورر ۳ (به انگلیسی: Microsoft Internet Explorer 3) (به اختصار IE3) یک مرورگر وب گرافیکی که در ۱۳ آگوست ۱۹۹۶ برای ویندوز و در ۸ ژوئن ۱۹۹۷برای اپل مکینتاش، توسط مایکروسافت منتشر شد.
این شروع یک رقابت جدی در برابر نت‌اسکیپ نویگیتور در آغاز نبرد مرورگرها بود. همچنین اولین نسخه از اینترنت اکسپلورر بود که استفاده وسیع تری از آن شد. اگر چه از نت‌اسکیپ پیش نیفتاد یا بیشترین سهم مرورگرها را هم از آن خود نکرد.
این آغاز تصرف سهم مرورگرها بود، سهم بازار اینترنت اکسپلورر از حدود ۳ تا ۹ درصد در اوایل سال ۱۹۹۶ به ۲۰ تا ۳۰ درصد در آخر سال ۱۹۹۷ رسید. در سپتامبر ۱۹۹۷ اینترنت اکسپلورر ۴ جانشین این نسخه شد.